# Algo pequeñito
Chansons représentant l'Espagne au Concours Eurovision de la chanson
La noche es para mí
(2009) Que me quiten lo bailao
(2011)
Algo pequeñito (en français Quelque chose de minuscule) est la chanson représentant l'Espagne au Concours Eurovision de la chanson 2010 à Oslo, en Norvège. Elle est interprétée par Daniel Diges.

## Création
Algo pequeñito est la deuxième chanson que Jesús Cañadilla présente au Concours en tant que compositeur, étant un adepte de l'Eurovision depuis son enfance. Auparavant, il avait présenté la chanson Sumando puntos à la présélection espagnole de 2009, l'interprétant lui-même sous le nom de scène de Bayarte.
Une fois Algo pequeñito composé, Cañadilla contacte plusieurs chanteurs, sans succès, jusqu'à ce qu'il trouve Daniel Diges par l'intermédiaire d'un ami. Daniel Diges était alors en tournée à Tenerife avec la comédie musicale Mamma Mia !. Le 5 janvier 2010, une semaine avant la date limite de dépôt des chansons à la présélection nationale, Daniel Diges s'envole pour Madrid pour enregistrer la chanson.

## Sélection
Entre le 4 décembre 2009 et le 12 janvier 2010, 507 chansons sont présentées par le dépôt sur un site Internet, 313 sont acceptées.
Lors du scrutin, qui dure du 18 janvier au 5 février, plus de 5 722 596 internautes votent. Le 21 janvier, RTVE disqualifie quatre chansons, alléguant qu'elles ne respectent pas les normes établies par la chaîne comme Pop Star Queen, qui menait le vote au moment de l'élimination, Chimo Bayo, qui était en troisième position. Le 4 février, quatre autres chansons sont disqualifiées dont El Pezón Rojo, qui menait le vote en ligne et est disqualifiée après que leur chanson est publiée sur un podcast en 2008.
Algo pequeñito termine cinquième de la présélection des artistes par le site Web de la RTVE et ainsi n'est pas présentée comme la favorite pour la victoire. 
Le 22 février 2010, les dix mieux classés lors du vote en ligne de nouveau participent à un gala télévisé appelé Eurovision'10: Destino Oslo, diffusé par La 1 et enregistré aux studios Buñuel de TVE à Madrid. Le gagnant est désigné par un vote d'un jury professionnel, composé de Manuel Bandera, José María Íñigo, Mariola Orellana, Toni Garrido et Pilar Tabares, et par télévote public. Algo pequeñito est le premier choix du jury et du public, obtenant 118 points.
Une fois la chanson choisie pour l'Eurovision, une version masterisée est rendue publique le 11 mars 2010. Dans la version masterisée, les sons de l'ordinateur ont été remplacés par de vrais instruments et Daniel donne à la chanson une influence plus rock avec sa performance vocale, reflétant la prestation à la finale nationale espagnole. Le 13 avril 2010, la chanson est mise à disposition en téléchargement numérique sur iTunes.

## Eurovision
En tant que membre du "Big 4", l'Espagne est automatiquement qualifiée pour participer à la finale le 29 mai 2010. En plus de sa participation à la finale.
La chanson est la deuxième de la soirée, suivant Drip Drop interprétée par Safura pour l'Azerbaïdjan et précédant My Heart Is Yours interprétée par Didrik Solli-Tangen pour la Norvège.
La performance espagnole met en scène Daniel Diges vêtu d'un costume gris, entouré de quatre danseurs vêtus de costumes de personnages de cirque (poupée de chiffon, ballerine, Pierrot et soldat de plomb) qui se tiennent d'abord tranquilles dans des positions acrobatiques derrière Diges. L'éclairage de la scène passe des couleurs bleu foncé au rose foncé au fur et à mesure que la performance progresse. La performance comporte également l'utilisation d'étincelles de feu.
La chorégraphe du spectacle est de Maite Marcos. Les quatre danseurs sont Lidia Gómez, Gwenaelle Poline, Alejandro Arce et Yuriy Omelchenko. Diges a un choriste sur scène : David Velardo.
Pendant le spectacle, le perturbateur de matchs de football Jimmy Jump monte sur scène avant d'être rapidement chassé de la scène par la sécurité et escorté par la police. En conséquence, Diges est autorisé à se produire à nouveau.
À la fin des votes, la chanson obtient 68 points et se classe quinzième sur vingt-cinq participants.

### Points attribués à l'Espagne
| 12 points             | 10 points                                | 8 points   | 7 points                        | 6 points            |
| --------------------- | ---------------------------------------- | ---------- | ------------------------------- | ------------------- |
| - Portugal            |                                          | - Lituanie | - Albanie - Arménie             |                     |
| 5 points              | 4 points                                 | 3 points   | 2 points                        | 1 point             |
| - Lettonie - Slovénie | - Finlande - Moldavie - Russie - Ukraine |            | - Bulgarie - Géorgie - Moldavie | - Belgique - Israël |